# The Rezort
The Rezort britischer Zombiefilm aus dem Jahr 2015, der von Steve Barker inszeniert wurde und dessen Drehbuch von Paul Gerstenberger stammt.

## Handlung
Nach einer globalen Zombie-Apokalypse, die als „The Z War“ bekannt ist, konnte die Menschheit die Untoten besiegen. Um den Überlebenden dabei zu helfen, ihre Traumata zu überwinden, wurde ein luxuriöses Ferienresort namens „The Rezort“ auf einer abgelegenen Insel errichtet. Hier können die Besucher in einer kontrollierten Umgebung Jagd auf Zombies machen.
Als jedoch das Sicherheitssystem des Resorts ausfällt, geraten die Untoten außer Kontrolle. Eine kleine Gruppe von Überlebenden, darunter die traumatisierte Melanie, ihr Freund Lewis, der Veteran Archer und das Pärchen Jack und Alfie, kämpft ums Überleben. Sie müssen die Insel erreichen, bevor ein Notfallprotokoll das gesamte Areal mit einem Luftangriff zerstört.
Im Verlauf der Handlung stellt sich heraus, dass das Unternehmen hinter The Rezort selbst verantwortlich für den Ausbruch ist: Man wollte neue Zombies schaffen, um den Tourismus am Laufen zu halten.

## Produktion
The Rezort wurde von der Produktionsfirma The Fyzz Facility produziert. Gedreht wurde der Film hauptsächlich in Kroatien, unter anderem auf der Insel Rab. Der Film wurde 2015 bei der Sitges Film Festival gezeigt. Januar 2017 erschien er in Großbritannien als Video-on-Demand und auf DVD.

## Rezeption
„Der Zombiefilm liefert mit stereotypen Figuren und einer sehr vorhersehbaren Dramaturgie weitgehend 08/15-Genrekost, versucht aber immerhin mit einem erzählerischen Twist, reale Konfliktlagen wie die Flüchtlingskrise einzubeziehen.“

Pat Torfe von Bloody Disgusting bewertete ihn mit 3/5 Sternen. Jeremy Dick von Fansided meinte, der Film sei „wie Jurassic Park, nur mit Zombies“. Auf IMDb erhielt er 5,3 von 10 möglichen Punkten.